# Lampret
Lampret je priimek več znanih Slovencev:

## Znani nosilci priimka
- France Lampret (1923—1997), skladatelj, zborovodja ...
- Igor Lampret (1946—2006), dramaturg, gledališčnik, prevajalec
- Jernej Lampret (*1948), učitelj, župan, organizator tabora slovenskih pevskih zborov v Stični (& Mik Lampet)
- Jošt Lampret, kontrabasist in bas-kitarist
- Jože Lampret (1903—1969), rimskokatoliški duhovnik, partizanski kurat in politik
- Leon Lampret, dr. matematike, računalnikar (podatkovni znanstvenik?)
- Lojze Lampret, novinar
- Marjan Lampret (*1964), duhovnik, župnik, nabožni pisec (Romi ...)
- Metka Lampret (*1949), pisateljica (kratkih zgodb)
- Milan Lampret, glasbenik
- Nada Lampret Souvan (1914—1996), plavalka in kostumografinja
- Nina Lampret, pevka
- Pankracij Lampret (1887 - ?), organist, zborovodja
- Tadeja Lampret (*1972), novinarka, dopisnica
- Urška Lampret (r. Rožman) (*1987), smučarska skakalka, teologinja in filozofinja
- Uroš Lampret, obramboslovec, državni sekretar na MORS
- Vito Lampret (*1943), matematik, univ. prof.